# Gymnasium
Het begrip gymnasium wordt in Nederland in twee verwante betekenissen gebruikt:
- Een vorm van voorbereidend wetenschappelijk onderwijs (vwo, voor ongeveer 12- tot 18-jarigen) met de klassieke talen Grieks en Latijn, die zowel op een zelfstandige school als op een scholengemeenschap of lyceum gevolgd kan worden. Deze betekenis wordt gebruikt in de woorden gymnasiumdiploma en gymnasiumopleiding.
- Een school die uitsluitend een gymnasiumopleiding verzorgt, wordt een categoriaal of een categoraal gymnasium genoemd.

## Geschiedenis van het gymnasium
Het woord gymnasium betekent 'plaats om naakt te zijn' in het Oudgrieks (vergelijk het Nederlandse woord gymnastiek). Het is afkomstig van het Griekse woord gumnós (γυμνός: naakt): in het oude Griekenland werd de sport naakt beoefend. Men hechtte veel waarde aan lichamelijke oefening vanwege de talrijke oorlogen. Toen het leger, oorspronkelijk gebaseerd op dienst van burgers, vanaf ongeveer 400 v.Chr. steeds meer werd vervangen door een beroepsleger, ging de geestelijke ontwikkeling een grotere plaats innemen op de sportscholen. Deze gingen steeds meer lijken op de scholen zoals wij ze kennen.
In West-Europa werden in de renaissance onder invloed van het humanisme van o.a. Erasmus weer scholen opgericht die de kennis van de oude talen bevorderden. Het Grieks was in die tijd weer bekend geraakt in het Westen en dat leidde tot intensieve studie van de oudheid, bijvoorbeeld van de oorspronkelijke teksten van de Bijbel. Vandaag de dag zijn er nog steeds gymnasia in diverse vormen in Nederland, Duitsland, Zwitserland, Oostenrijk, Italië en Oost-Europa. In de Engelstalige landen wordt het woord echter in de betekenis van gymzaal gebruikt.

## Het gymnasium in Nederland

### Geschiedenis

#### Het gymnasium tot 1917
Vanaf de middeleeuwen werden in de Nederlandse steden Latijnse Scholen gesticht. In Zwolle werd door rector Johan Cele 1377-1415 de indeling in jaarklassen en overgangsexamens ingevoerd die later in het Europese onderwijs gemeengoed is geworden. Niet de klassieke oudheid maar vernieuwing van het gezapige onderwijs en persoonlijke, morele en godsdienstige vorming in de idealen van de Moderne Devotie stonden centraal en maakten dit schooltype populair tot ver buiten de landsgrenzen. In de Latijnse school van Deventer waar Erasmus les heeft gehad werd door rector Alexander Hegius (1439/40-1498) voor het eerst Grieks ingevoerd.
Aan het begin van de 19e eeuw ontstonden in deze scholen ook zogenaamde 'tweede afdelingen', waar andere vakken dan Grieks en Latijn werden onderwezen, bijvoorbeeld wiskunde, aardrijkskunde, Nederlands en moderne vreemde talen. Deze scholen werden al snel tot 'gymnasiën' omgedoopt. Zo werd het latere Johan de Witt-gymnasium te Dordrecht opgericht in 1253 als "Latijnse school" en is daarmee het oudste gymnasium van Nederland, voor het Stedelijk Gymnasium Leiden, waarvan de eerste vermelding uit 1323 stamt, en het Erasmiaans Gymnasium in Rotterdam, waarvan de eerste vermelding uit 1328 stamt maar dat aantoonbaar al langer bestaat.
In 1830 werd het 'Genootschap van leraren aan Nederlandse Gymnasia’ opgericht. In 1858 telde Nederland 31 gymnasia en 32 Latijnse scholen. De inrichting van het gymnasium werd pas centraal geregeld bij de Wet op het Hoger Onderwijs van 1876. Daarbij werd het gymnasium verdeeld in twee afdelingen: Op het gymnasium-β werden behalve klassieke en moderne talen ook wiskunde, natuurkunde en scheikunde onderwezen, op het gymnasium-α werd in plaats van de laatste drie vakken behalve geschiedenis vooral meer Grieks en Latijn gegeven. Het examen gymnasium was een vereiste voor het afleggen van universitaire examens: gymnasium-α voor theologie, rechten en letteren, gymnasium-β voor medicijnen en natuurwetenschappen. Behalve het schoolexamen bij de gymnasia kon men ook een staatsexamen afleggen. Hiervan maakten veel bezitters van een hbs-diploma gebruik, ook omdat het zonder gymnasiumdiploma wel toegestaan was colleges op de universiteit te volgen.

#### Het gymnasium van 1917 tot 1968

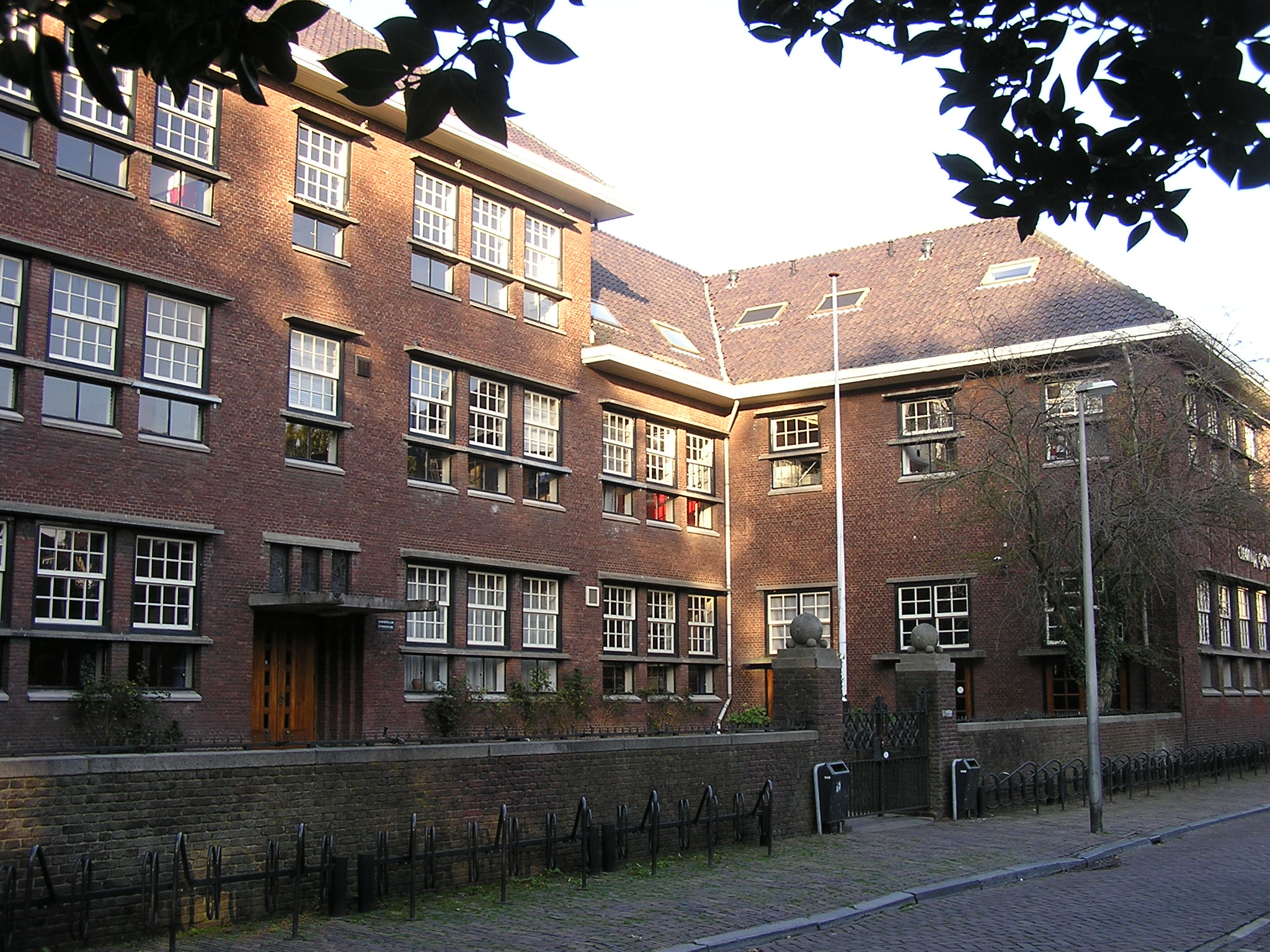
De voormalige locatie van het Christelijk Gymnasium Utrecht in de Diaconessenstraat

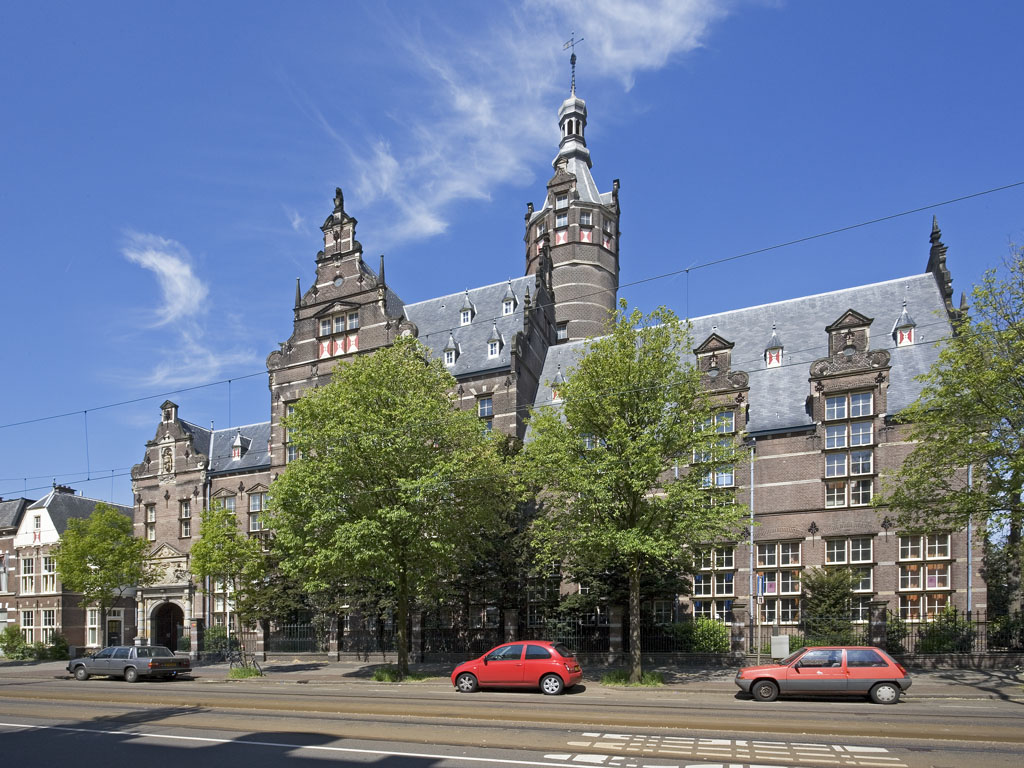
De voorkant van het Gymnasium Haganum

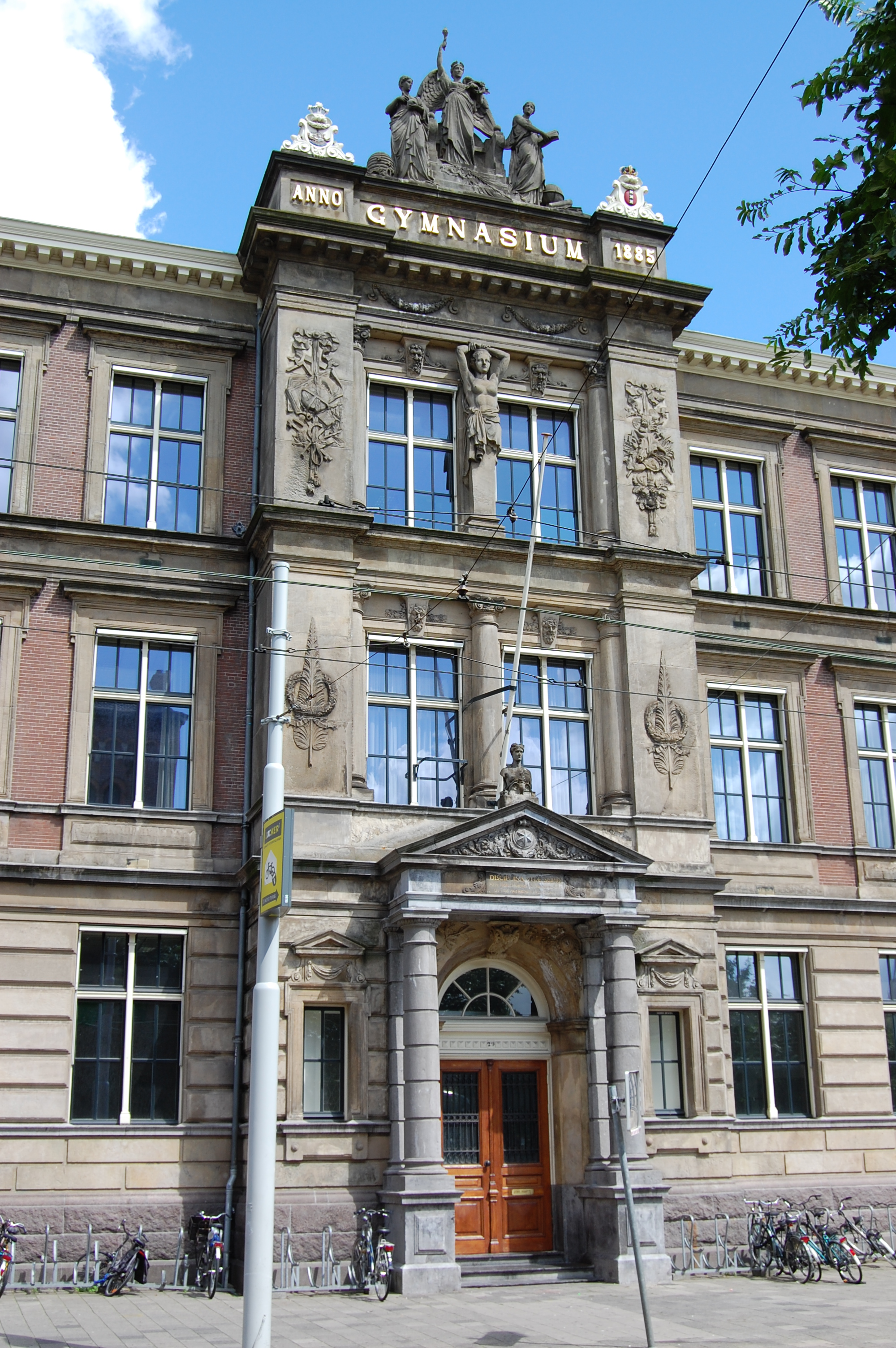
De voormalige hoofdingang van het Barlaeus Gymnasium

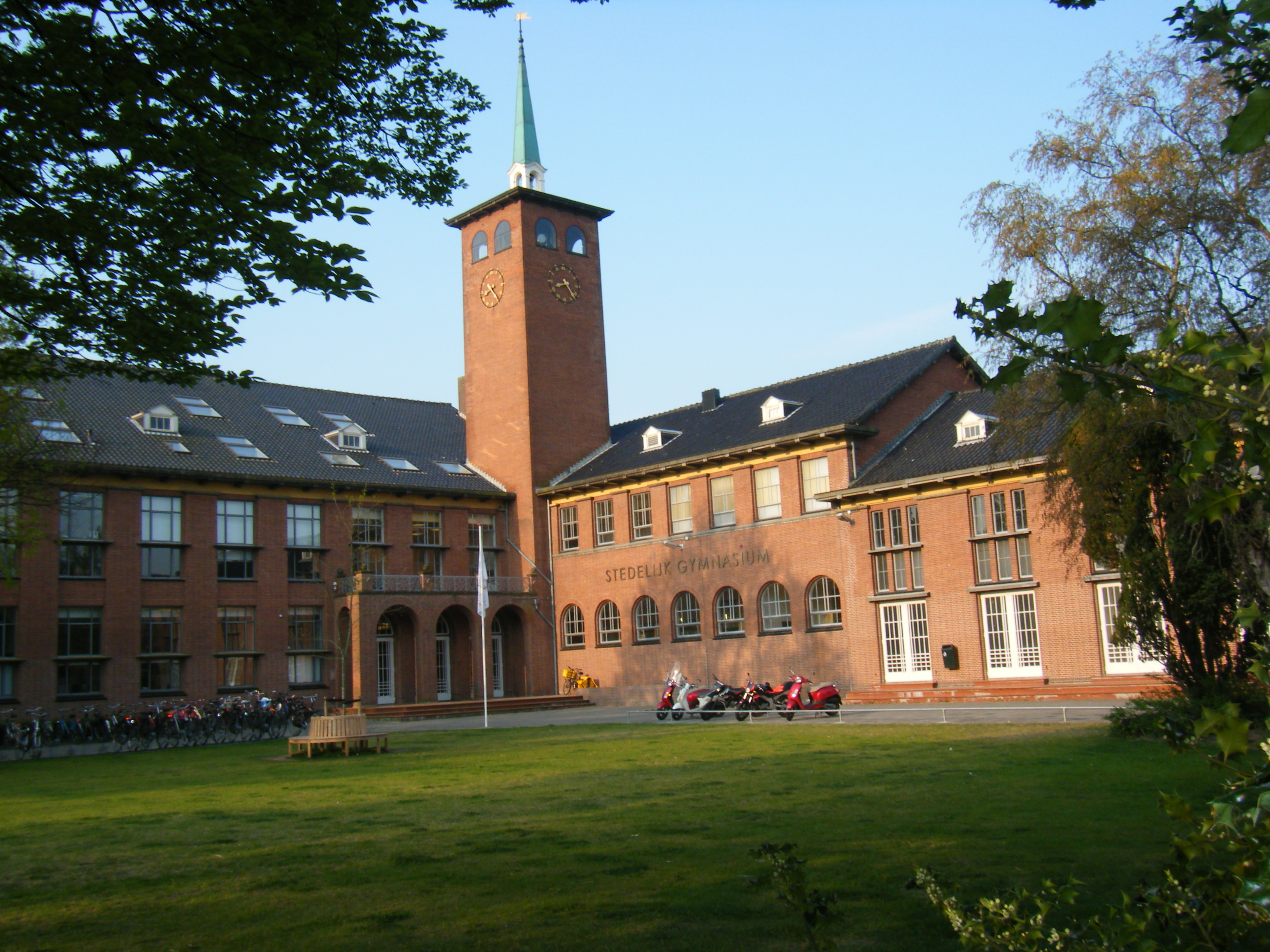
Stedelijk Gymnasium Leiden (Fruinlaan)

Na 1917 werden ook de bezitters van een hbs-diploma toegelaten tot de medische en natuurwetenschappelijke faculteiten van de universiteiten. Bovendien werd het technisch, economisch en landbouwkundig hoger onderwijs nu als hoger onderwijs erkend. Het gymnasium-β gaf vanaf 1920 ook toelating tot de studie in de rechten. Een andere ontwikkeling was de groei van het lyceum, waarin hbs en gymnasium gecombineerd werd. Aangezien er ook lycea werden opgericht in plaatsen waar voorheen geen gymnasium bestond, werd het in meer plaatsen mogelijk een gymnasiumopleiding te volgen. In het zuiden van het land gold dit speciaal voor meisjes, die niet op de bestaande gymnasiumopleidingen, de klein-seminaries, werden toegelaten.

#### Het gymnasium van 1968 tot 1998
Sinds de invoering van de Mammoetwet in 1968 is het gymnasium een vorm van vwo: de gymnasium-exameneisen zijn gelijk aan die van het atheneum, het vwo zonder klassieke talen. De keuze van examenvakken verschilt echter: Voor een gymnasiumdiploma is ten minste één klassieke taal in het eindexamen vereist. Wanneer men beide klassieke talen deed, heette de richting "gymnasium α", anders "gymnasium β". Op sommige scholen werd echter een ongedeeld vwo-diploma uitgereikt aan leerlingen met Latijn en/of Grieks in het examenpakket. In principe konden Latijn en Grieks met alle andere vakken gecombineerd worden zolang aan de minimumeisen voldaan was en het roostertechnisch mogelijk was.

#### Het gymnasium sinds 1998
Sinds de nieuwe inrichting van de tweede fase (de laatste drie leerjaren) doet iedere leerling eindexamen in een of twee van de vier profielen: Cultuur & Maatschappij, Economie & Maatschappij, Natuur & Gezondheid en Natuur & Techniek. Sinds september 2006 worden Latijn en Grieks als profielvakken gerekend, in plaats van opgenomen te worden in de zogeheten vrije ruimte. Dit heeft soms gevolgen voor de overgangsregelingen. In Nederland waren er in 2015-2016 ruim 63.500 gymnasiasten (6,6% van alle leerlingen in het voortgezet onderwijs; 27% van de vwo-leerlingen). Veel Nederlandse scholengemeenschappen en lycea hebben een gymnasiumafdeling (in 2002 waren het er 287).
Vanuit de Algemene Onderwijsbond (AOb) zet sinds 1972 de Belangengroep Gymnasiale Vorming zich in voor het behoud en de kwaliteit van de gymnasiale opleiding, niet alleen op de nog bestaande categorale gymnasia, maar ook op scholengemeenschappen. In 2014 bood de BGV in samenwerking met VCN, SHZG en LOZG het rapport Een Gouden Standaard voor de Gymnasiumopleiding aan aan OC&W.

### Het categoriaal gymnasium
Naast gymnasiumafdelingen bestaan er in Nederland 40 categoriale (ook, maar volgens Onze Taal minder frequent, categorale) gymnasia. De geschiedenis van een aantal stedelijke gymnasia gaat terug tot de middeleeuwen: zij worden beschouwd als de opvolger van een toen bestaande Latijnse School. De meeste confessionele gymnasia zijn in de 19e eeuw opgericht. Er is veel vraag naar categoriale gymnasia; in Amsterdam zijn er in 2005 zelfs twee nieuwe gesticht (het 4e Gymnasium en het Cygnus Gymnasium). In 2009 liet het Ministerie van Onderwijs, Cultuur en Wetenschap een onderzoek instellen naar de toekomst van de klassieke talen in het Nederlandse onderwijs, speciaal hiervoor is de Verkenningscommissie Klassieke Talen in het leven geroepen.
In 2009 is de Stichting Het Zelfstandige Gymnasium (SHZG) opgericht, het product van de fusie van de Vereniging Rectoren Zelfstandige Gymnasia (VRZG) en de stichting Landelijk Steunpunt Zelfstandige Gymnasia (LSZG). De 38 gymnasia die samenwerken in de SHZG hebben in het schooljaar 2009-2010 bijna 28.000 leerlingen, wat, met een gemiddelde van minder dan 750 leerlingen per gymnasium, de kleinschaligheid van deze onderwijsvorm laat zien.

#### Lijst van categoriale gymnasia
- Murmellius Gymnasium, Alkmaar
- Trinitas Gymnasium, Almere
- Stedelijk Gymnasium Johan van Oldenbarnevelt, Amersfoort
- het 4e Gymnasium, Amsterdam
- Barlaeus Gymnasium, Amsterdam
- Cygnus Gymnasium, Amsterdam
- Sint Ignatiusgymnasium, Amsterdam
- Vossius Gymnasium, Amsterdam
- Gymnasium Apeldoorn, Apeldoorn
- Stedelijk Gymnasium, Arnhem
- Gymnasium Juvenaat, Bergen op Zoom
- Stedelijk Gymnasium, Breda
- Christelijk Gymnasium Sorghvliet, Den Haag
- Gymnasium Haganum, Den Haag
- Willibrord Gymnasium, Deurne
- Johan de Witt-gymnasium, Dordrecht
- Gymnasium Camphusianum, Gorinchem
- Coornhert Gymnasium, Gouda
- Willem Lodewijk Gymnasium, Groningen
- Praedinius Gymnasium, Groningen
- Stedelijk Gymnasium, Haarlem
- Gymnasium Bernrode, Heeswijk
- Stedelijk Gymnasium 's-Hertogenbosch
- Gemeentelijk Gymnasium, Hilversum
- Christelijk Gymnasium Beyers Naudé, Leeuwarden
- Stedelijk Gymnasium, Leeuwarden
- Stedelijk Gymnasium Leiden
- Stedelijk Gymnasium, Nijmegen
- Sint-Oelbertgymnasium, Oosterhout
- Zuider Gymnasium, Rotterdam
- Erasmiaans Gymnasium, Rotterdam
- Marnix Gymnasium, Rotterdam
- Stedelijk Gymnasium Schiedam, Schiedam
- Gymnasium Beekvliet, Sint-Michielsgestel
- Gymnasium Trevianum, Sittard
- Christelijk Gymnasium Utrecht, Utrecht
- Utrechts Stedelijk Gymnasium, Utrecht
- Gymnasium Novum, Voorburg
- Gymnasium Felisenum, Velsen-Zuid
- Gymnasium Celeanum, Zwolle

#### Niet meer bestaande categoriale gymnasia
In het verleden kende Nederland meer categorale gymnasia. Vele daarvan waren de voortzetting van een lokale Latijnse School, zoals het gymnasium te Meppel, dat overigens maar korte tijd heeft bestaan. Anderen zijn later gesticht, bijvoorbeeld het Gereformeerd Gymnasium te Amsterdam als uiting van de emancipatie van de gereformeerde 'kleine luiden' en na bijna een eeuw opgegaan in een scholengemeenschap, zoals veel categoriale gymnasia in de jaren zestig en zeventig van de vorige eeuw. Ze waren onder meer te vinden in:
- Amsterdam - Vondel Gymnasium, 1957-1967, opgegaan in het Barlaeus Gymnasium
- idem - Woltjer Gymnasium v/h Gereformeerd Gymnasium, 1889-1973, opgegaan in scholengemeenschap
- Assen - Gymnasium, 1852-1969, opgegaan in scholengemeenschap
- Breda - Gymnasium IJpelaar, opgegaan in het Newmancollege te Breda
- Delft - Stedelijk Gymnasium, vanaf 1950 Grotius Gymnasium, 1839-1968, opgegaan in scholengemeenschap
- Den Haag - het '2e Gymnasium', tot 1940, historisch terug te vinden in het huidige Maerlant-Lyceum
- Deventer - Alexander Hegius Gymnasium tot 1971
- Doetinchem - Gymnasium, met daaraan gelieerd het jongensinternaat 'Ruimzicht' voor opleiding in kerkelijk en medisch zendingswerk
- Hengelo - Gymnasium, 1911-1968
- Eindhoven - Gymnasium Augustinianum, 1889-1966, opgegaan in scholengemeenschap
- Kerkrade - College Rolduc, opgegaan in scholengemeenschap Charlemagne College
- Maastricht, Gymnasium, waar overigens nu weer geijverd wordt voor (her)oprichting van een categoriaal gymnasium
- Meppel - Gymnasium, 1852-1865
- Middelburg - Stedelijk Gymnasium, 1879-1972
- Sneek - Magister Alvinus Gymnasium
- Tiel - Stedelijk Gymnasium tot 1973
- Tilburg - Katholiek Gymnasium voor Jongens, 1912-1968, opgegaan in het St.-Odulphuslyceum
- Venray - Gymnasium Immaculatae Conceptionis (franciscaner Gymnasium voor jongens), opgegaan in het Boschveldcollege
- idem - Jerusalem, gymnasium voor meisjes, later omgevormd tot scholengemeenschap
- Velsen - Gymnasium Paulinum, een rooms-katholiek Gymnasium te Driehuis voor jongens - sinds ca.1965 ook voor meisjes - een middelbareschoolopleiding voor zowel leerlingen van de internaten van de Witte Paters (te Santpoort) en de MSC (te Driehuis) als voor "externen", later ontwikkeld tot het Ichthus-College
- Winschoten - Stedelijk gymnasium vanaf 1832.
- Zetten - Christelijk Gymnasium, 1864-1919, in 1908 verhuisd naar Arnhem, in 1991 van naam veranderd: 'gymnasium' werd 'lyceum'.

#### (Her)oprichting van categoriale gymnasia
Tegenwoordig worden op diverse plaatsen pogingen ondernomen een categoriaal gymnasium op te richten, bijvoorbeeld in Enschede of te heroprichten, zoals in Maastricht, gericht op heel Zuid-Limburg. Ook in plaatsen die al of nog een gymnasium kennen, bijvoorbeeld in Haarlem, ontstaat de roep om nog een gymnasium op te richten omdat bestaande gymnasia een 'numerus fixus' (toelating door loting) hanteren.

## Vergelijking met Vlaanderen
Het gymnasium komt overeen met het vroegere Vlaamse schooltype klassieke humaniora, met daarin de studierichtingen Latijn-Grieks, Grieks-Wetenschappen, Grieks-Moderne Talen, Grieks-wiskunde, Latijn-Wiskunde, Latijn-Wetenschappen en Latijn-Moderne talen.
Het atheneum komt overeen met het vroegere Vlaamse schooltype moderne humaniora, met de richtingen Wetenschappen A (wiskundig), Wetenschappen B (wetenschappelijk), Economische en Menswetenschappen (later omgedoopt tot humane wetenschappen).
Beide typen humaniora worden tegenwoordig gerekend tot het algemeen secundair onderwijs (ASO).